# La Révolution (série télévisée)
Ne doit pas être confondu avec Revolution (série télévisée).
Pour les articles homonymes, voir Révolution (homonymie).
La Révolution est une série télévisée fantastique française en huit épisodes d'environ 49 minutes créée par Aurélien Molas et mise en ligne le 16 octobre 2020 sur Netflix.

## Synopsis

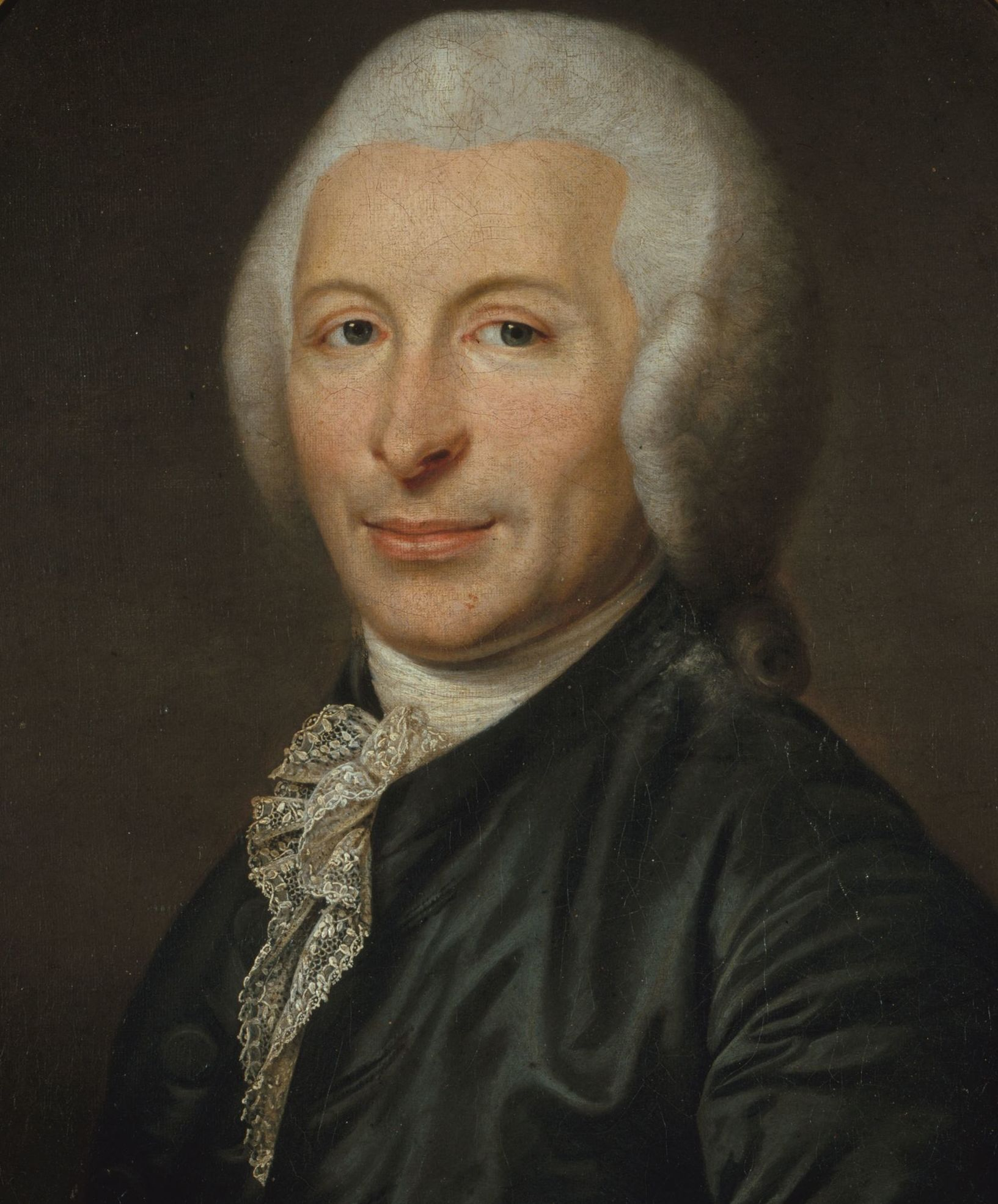
Portrait de Joseph Ignace Guillotin par Jean-Michel Moreau, musée Carnavalet

L’histoire se déroule en 1787, dans le royaume de France. Le médecin Joseph Ignace Guillotin — dont le nom fut utilisé pour nommer la guillotine inventée par Antoine Louis — est chargé d'enquêter sur de mystérieux meurtres. Il découvre alors l’existence du « sang bleu » (au sens figuré, cette expression d'origine controversée désigne au XVIIIe siècle la noblesse aristocratique ). Ce virus inconnu se propage au sein de l’aristocratie et a des effets dévastateurs : les nobles contaminés s'attaquent aux « petites gens ». Cette situation bouleverse la hiérarchie établie. La révolte gronde et établit les préludes de la Révolution française.

## Distribution
Sauf indication contraire, les informations mentionnées dans cette section peuvent être confirmées par la base de données cinématographiques IMDb,  présente dans la section « Liens externes ».
- Amir El Kacem : Joseph-Ignace Guillotin
- Marilou Aussilloux : Élise de Montargis
- Lionel Erdogan : Albert Guillotin
- Isabel Aimé Gonzalez Sola : Katell
- Julien Frison : Donatien de Montargis
- Doudou Masta : Oka
- Dimitri Storoge : Edmond de Pérouse
- Amélia Lacquemant : Madeleine de Montargis
- Coline Béal : Ophélie
- Laurent Lucas : Charles de Montargis
- Pierre Andrau : baron de Lariboise
- Gaia Weiss : Marianne
- Jérémie Covillault : père Maxence
- Philippine Martinot : Marie de Montargis
- Jérémy Gillet : Justin
- Benoît Allemane : Louis XVI (voix)
- Marin Lafitte : Jules
- Geoffrey Carlassare : le disciple de Donatien[2]
- Guillaume Carrier : frère de Jean[3]

## Production

### Développement
Les auteurs Aurélien Molas et Gaia Guasti ont l'idée de la série en s'inspirant de la citation de Napoléon Bonaparte « L’histoire est un tissu de mensonges sur lequel on se met d’accord. ». Ils souhaitent alors écrire une uchronie sur la période la plus connue de l'histoire de France, la Révolution française. Selon eux, même si tout le monde connaît ces événements, l’idée est d'imaginer une intrigue révélant que la vérité est ailleurs.
Pour plus d'authenticité, l’équipe de la série visite plusieurs lieux historiques, comme les châteaux de Vaux-le-Vicomte et Fontainebleau en Seine-et-Marne.
Le 14 janvier 2021, Damien Couvreur, le directeur des séries originales françaises de Netflix, révèle dans une interview que la série est annulée.

### Tournage
Le tournage a lieu dans le Vexin en Val-d'Oise et à Rambouillet en Yvelines, en mai 2019, ainsi que sur la plage de la Vieille église à Barneville-Carteret dans la Manche, en septembre 2019. Les prises de vues concernant le village fictif ont quant à elles été effectuées aux Studios de Bry-sur-Marne dans le Val de Marne. Le domaine de Chaalis, dans l'Oise, a servi de décor pour les scènes d'intérieur de la demeure de la famille des Montargis.

### Promotion
Le 14 juillet 2020, jour de la fête nationale française commémorant la prise de la Bastille, événement marquant de la Révolution, Netflix dévoile la première bande annonce de la série.

### Fiche technique
Sauf indication contraire, les informations mentionnées dans cette section peuvent être confirmées par la base de données cinématographiques IMDb,  présente dans la section « Liens externes ».
- Titre original : La Révolution
- Création : Aurélien Molas
- Casting : Michael Laguens
- Réalisation : Jérémie Rozan, Edouard Salier et Julien Trousselier
- Scénario : Sabine Dabadie, Gaia Guasti, Hamid Hlioua et Aurélien Molas
- Musique : Saycet
- Décors : Gwendal Bescond
- Effets visuels numérique : CGEV (Compagnie générale des effets visuels) (Paris)
- Costumes : Charlotte Betaillole
- Photographie : Mathieu Plainfossé, Martial Schmeltz et Antoine Sanier
- Montage : Cyril Besnard, Johann Herbay et Amélie Massoutier
- Production : François Lardenois et Aurélien Molas
- Société de production : John Doe Production
- Société de distribution : Netflix
- Pays d'origine :  France
- Langue originale : français
- Format : couleur
- Genre : drame, historique, horreur, uchronie
- Durée : 39–57 minutes
- Date de sortie : Monde : 16 octobre 2020 (Netflix)

## Épisodes
1. Chapitre un : Les Origines
2. Chapitre deux : Le Revenant
3. Chapitre trois : Les Innocents
4. Chapitre quatre : Les Bourreaux
5. Chapitre cinq : Le Sang bleu
6. Chapitre six : L'Alliance
7. Chapitre sept : Le Dilemme
8. Chapitre huit : La Révolte

## Accueil critique
Pour Thomas Sotinel, du Monde, il s'agit de « 1789 sous la forme d’un film d’horreur », qui « contrairement à son lointain modèle historique, est un fiasco ». Quant à Sandrine Bajos du Parisien, elle prévient qu'il y a « trop d'hémoglobine, trop d'incohérences, trop de clichés et un casting peu convaincant » et qu'« on s'ennuie trop vite. Alourdie par de nombreux clichés, des ficelles trop grosses et un scénario décousu, l'intrigue peine à nous embarquer ».
Benjamin Dubrulle de La Voix du Nord précise que « durant les deux premiers épisodes, on est quelque peu décontenancé par cette histoire » et qu'« on se prend au jeu, on suit avec curiosité le déroulement des événements et on est subjugué par les reconstitutions de cette France de la fin du XVIIIe siècle ».